# Sông Đu Đủ
Sông Đu Đủ (tên khác: Sông Chùa, Suối Tà Răng) là một con sông đổ ra Biển Đông. Sông có chiều dài 27 km và diện tích lưu vực là 180 km². Sông Đu Đủ chảy qua các tỉnh Bà Rịa - Vũng Tàu, Bình Thuận.